# Wijkia pinnata
Wijkia pinnata är en bladmossart som beskrevs av H. Crum 1971. Wijkia pinnata ingår i släktet Wijkia och familjen Sematophyllaceae. Inga underarter finns listade i Catalogue of Life.